# Isochariesthes brunneopunctipennis
Isochariesthes brunneopunctipennis es una especie de escarabajo longicornio del género Isochariesthes, tribu Tragocephalini, subfamilia Lamiinae. Fue descrita científicamente por Hunt & Breuning en 1966.
Se distribuye por República Sudafricana. Mide aproximadamente 5 milímetros de longitud. El período de vuelo ocurre en el mes de octubre.